# Comuna de Stanisławów
Stanisławów (polaco: Gmina Stanisławów) é uma gminy (comuna) na Polónia, na voivodia de Mazóvia e no condado de Miński. A sede do condado é a cidade de Stanisławów.
De acordo com os censos de 2004, a comuna tem 6239 habitantes, com uma densidade 58,9 hab/km².

## Área
Estende-se por uma área de 106,01 km², incluindo:
- área agricola: 64%
- área florestal: 28%

## Demografia
Dados de 30 de Junho 2004:
|                      | Total   | Total | Mulheres | Mulheres | Homens  | Homens |
| -------------------- | ------- | ----- | -------- | -------- | ------- | ------ |
|                      | pessoas | %     | pessoas  | %        | pessoas | %      |
| População            | 6239    | 100   | 3112     | 49,9     | 3127    | 50,1   |
| Densidade (pop./km²) | 58,9    | 100   | 29,4     | 29,4     | 29,5    | 29,5   |

De acordo com dados de 2002, o rendimento médio per capita ascendia a 1347,14 zł.

## Subdivisões
- Borek Czarniński, Choiny, Ciopan, Cisówka, Czarna, Goździówka, Kolonia Stanisławów, Legacz, Lubomin, Ładzyń, Łęka, Mały Stanisławów, Ołdakowizna, Papiernia, Porąb, Prądzewo-Kopaczewo, Pustelnik, Retków, Rządza, Sokóle, Stanisławów, Szymankowszczyzna, Suchowizna, Wólka Czarnińska, Wólka-Konstancja, Wólka Piecząca, Wólka Wybraniecka, Zalesie, Zawiesiuchy.

## Comunas vizinhas
- Dębe Wielkie, Dobre, Jakubów, Mińsk Mazowiecki, Poświętne, Strachówka, Zielonka